# Senén Guillermo Molleda Valdés
Senén Guillermo Molleda Valdés, né le 8 novembre 1936 à Gijón, dans les Asturies, et décédé le 25 novembre 2020, est un homme d'affaires, chroniqueur et publiciste espagnol.

## Biographie
Petit-neveu de l'écrivain Pachín de Melás, il a fait ses études secondaires au Colegio de la Inmaculada et commence ses études universitaires à la faculté de droit de l'université de Deusto, dans le but d'entrer à l'école diplomatique. Mais son père a subi un grave accident de la route, ce qu'il l'oblige à retourner à Gijón, où il termine ses études avec Fermín García-Bernardo, professeur à l'université d'Oviedo qui enseigne le droit dans le bâtiment appelé Université de Cimadevilla. Cependant, il n'a jamais pratiqué le droit.
Son père travaillait au Mercado del Sur. C'est là qu'il constate l'importance de la publicité, du fait des informations proposées quotidiennement par le système de haut-parleurs, et qu'il déménage à Madrid, où il étudie pour devenir technicien publicitaire. En 1966, il crée sa propre agence de publicité, où il reste jusqu'à sa retraite en 2001.
En plus de son activité publicitaire, Molleda Valdés était un collaborateur régulier de plusieurs médias : ABC, El Comercio, Hoja del Lunes, Revista del Centro Español de México, Selecciones del Reader Digest et Voluntad. Sa relation avec le journal El Comercio de Gijón a duré quarante ans, au cours desquels il a écrit plus de trente mille pausas, de courtes réflexions d'à peine deux lignes pleines de sarcasmes, de doubles sens et de réflexions philosophiques. Ils ressemblaient à des greguerías locales, des slogans transformés en micro-articles.
Dans sa facette journalistique, il a interviewé des personnalités de l'envergure d'Antonio Gala, de Mario Moreno, José Luis Pecker, et Matías Prats, entre autres.

## Prix et distinctions
- 1974 : Pregonero de las fiestas de Begoña (Gijón)
- 1984 : Meilleure Anthologie Poétique décernée par l'Académie Internationale Luthique de l'Université de Paris (Paris)[6]
- 1986 : Prix du meilleur slogan de la Fédération royale espagnole de football pour la Coupe du monde au Mexique (Madrid)
- 2010 : Anciens élèves distingués de l'Association des anciens élèves du Colegio de la Inmaculada (Gijón)